# ブルービーズ
ブルービーズは、花王が発売していた合成洗剤。

## 歴史
1960年8月発売開始。販売終了時期不明。おそらく1960年代前半 ニュービーズの販売前後だと思われる。

## 商品
初期は500gポリ袋入りだった。広告によると「石鹸市場を合成洗剤市場にかえる」などと言った触れ込みで発売された様子。当初のキャッチフレーズは(安くてよく落ちる徳用合成洗剤)だった。後から箱入りも追加された。